# ハワイ人問題事務局
ハワイ人問題事務局（ハワイじんもんだいじむきょく）はハワイ人の手によりハワイに関する諸問題を解決・改善していくことを目的とした専門独立機関である。略称はOHA（Office of Hawaiian Affairs）。

## 概要
1978年の州憲法会議における、ハワイ人問題検討会にてハワイの抱える諸問題を解決するための機関を設立させようという動きがはじまり、同会議にてOHAの創設について提案がなされた。これを受け、ハワイ州の行政機関とは独立した特別機関としてOHAは設置された。この際、会議に出席していたハワイ人系議員たちは「ハワイ人は少なくともアメリカン・インディアンのような自治権を獲得する必要がある」とした。
1980年11月4日、9名の理事が選出され、26日に正式に就任した。理事長にはハワイ人活動家アデライド・デソトが就いた。同日、イオラニ宮殿にてハワイ州最高裁判事ウィリアム・リチャードソンによる宣誓式がなされた。1992年にはハワイ人系主権回復を目指すカ・ラフイ・ハワイやフイ・ナアウアオといった約40団体の統括組織となった。

## 目的
OHAは目的としてハワイ人主権の国家を確立しつつも現行の連邦枠内にとどまる事であるとし、OHA局長のクレイトン・ヒーは「国家内国家としてのハワイ国が誕生する日はそう遠くない」との認識を示している。これに対しアメリカ的権力への不信感を強く抱く急進派のハワイ人系活動組織は懐疑的な見方を示し、カ・ラフイ・ハワイのミリラニ・トラスクは「OHAは州政府からの資金援助という依存性から脱することができておらず、主権国家の構築は不可能である」と批判している。